# Diaura
DIAURA (ディオーラ Diōra, estilizado DIAURA) es una banda de Hard rock perteneciente al estilo Visual Kei formado en diciembre de 2010. La banda está formada por Yo-ka (ex-Valluna y roadie de Megamasso), Kei (ex-Valluna), Shoya y Tatsuya. Están dentro de la discográfica AINS. Su primer sencillo "Shitsu Tsubasa no Seiiki" fue lanzado el 19 de enero de 2011 y su primer álbum de estudio Genesis el 21 de marzo de 2012.
El nombre tiene origen en dos palabras: Dictatorial y Aura.

## Historia
Yo-ka y Kei eran parte de Valluna (ヴァルナ), banda que decidió su disolución en el 2010, a raíz de esto estos ambos exintegrantes de Valluna decidieron formar DIAURA. DIAURA estuvo conformada oficialmente por los dos miembros anteriormente mencionados hasta marzo del 2011, que fue cuando Shoya (bajo), que hasta ese momento era miembro de soporte, pasó a ser miembro oficial, teniendo 3 miembros oficiales. Posteriormente se integró oficialmente Yuu (batería) el 30 de agosto de 2011, durante el concierto en Shibuya BOXX. Yuu trabajó anteriormente con Yo-ka en Marely y Valluna (de la cual fue miembro hasta el primero de diciembre del 2009). Apoyo en la batería desde el inicio de DIAURA. Por desgracia Yuu tuvo que dejar la banda por un problema de "tendonitis" en mayo de 2012; por tanto la banda continuaría sus actividades con tres miembros oficiales y un soporte (Tatsuya). Tatsuya apoyó a la banda como miembro de soporte durante 11 meses, aun cuando estaba brindando apoyo a otra de nombre "POPCORE", este mismo fue nombrado miembro oficial el 1 de abril de 2013. De ahora en adelante DIAURA volvería a ser una banda de 4 miembros, han estado forjando éxito en sus más recientes años, siendo reconocida como una de las bandas más populares del Visual kei.

## Discografía

### Álbumes
1. GENESIS 21 de marzo de 2012[3]
2. FOCUS 4 de diciembre de 2013[4]
3. TRIANGLE 26 de noviembre de 2014
4. INCOMPLETE [BEST ALBUM] 15 de diciembre de 2015
5. VERSUS 29 de noviembre de 2017

### Miniálbum
1. DICTATOR 10 de agosto de 2011[5]
2. DICTATOR 2nd Press 19 de diciembre de 2012
3. GENESIS 2nd Press 19 de diciembre de 2012
4. REBORN 13 de marzo de 2013[6]
5. MY RESISTANCE 16 de noviembre de 2016
6. DEFINITION 13 de febrero de 2019

### Sencillos
1. Shitsuyoku no seiiki 19 de enero de 2011[7]
2. Beautiful Creature 23 de febrero de 2011[8]
3. Beautiful Creature 2nd Press 15 de junio de 2011[9]
4. Moebius Ring 30 de agosto de 2011[10]
5. Imperial "CORE" 2 de noviembre de 2011[11]
6. MASTER 30 de noviembre de 2011
7. Reason for Treason 9 de junio de 2012
8. to ENEMY 7 de julio de 2012
9. evils  24 de octubre de 2012
10. Whiteness 20 de febrero de 2013
11. SIRIUS/Lily 10 de julio de 2013
12. Shitsuyoku no seiiki 28 de agosto de 2013
13. Menace/Kyoukaisen1 de marzo de 2014
14. Silent Majority 9 de julio de 2014
15. Horizon 9 de julio de 2014
16. blind message 3 de septiembre de 2014
17. RUIN 20 de mayo de 2015
18. INFECTION 16 de diciembre de 2015
19. ENIGMA 30 de marzo de 2016
20. Gekkou 3 de agosto de 2016
21. NOAH/Shangri-La 28 de junio de 2017
22. AWAKENESS DIVE 3 de agosto de 2018
23. MALICE 24 de octubre de 2018

## Twitter oficial de los miembros
- Twitter oficial de Yo-ka
- Twitter oficial de Kei
- Twitter oficial de Shoya
- Twitter oficial de Tatsuya

- Datos: Q5272175